# Björntjärnarna (Lycksele socken, Lappland, 716231-162337)
Björntjärnarna är en sjö i Lycksele kommun i Lappland och ingår i Öreälvens huvudavrinningsområde.